# Jadwiga Niedzielko-Mozol
Jadwiga Niedzielko-Mozol (ur. 24 lutego 1933 roku w Szczuczynie Nowogródzkim (obecnie Białoruś), zm. 1 czerwca 2018 w Warszawie) – pediatra i chirurg dziecięcy. 

## Życiorys
Absolwentka Wydziału Lekarskiego Akademii Medycznej w Poznaniu. Wieloletni Ordynator Oddziału Oparzeniowego Szpitala Dziecięcego przy ulicy Wojciecha w Szczecinie. Pochowana na Cmentarzu Północnym w Warszawie (kwatera W-XVIII-1, rząd 1, miejsce 3).